# Galactia argentifolia
Galactia argentifolia är en ärtväxtart som beskrevs av Spencer Le Marchant Moore. Galactia argentifolia ingår i släktet Galactia och familjen ärtväxter. Inga underarter finns listade i Catalogue of Life.